# Rajd Cypru 2006

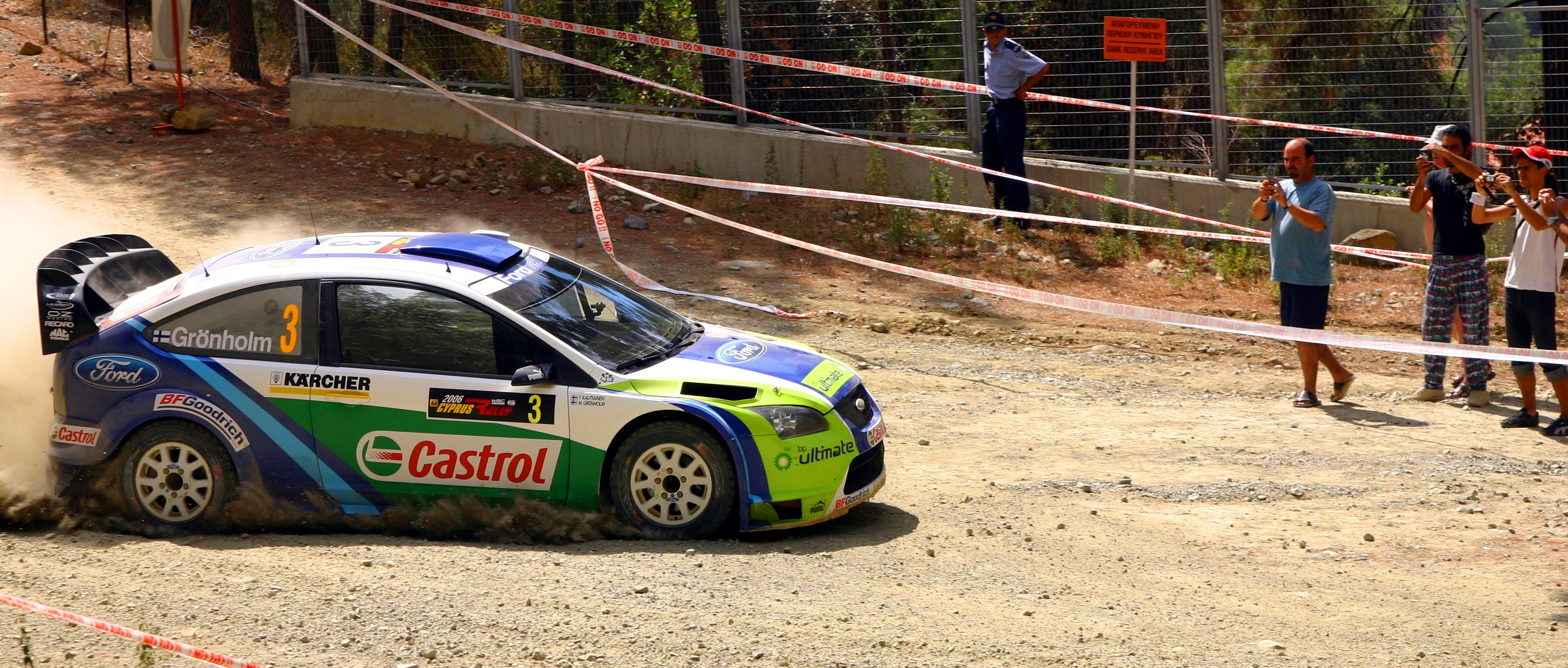
Marcus Grönholm podczas rajdu

Rezultaty Rajdu Cypru, eliminacji Rajdowych Mistrzostw Świata, w 2006 roku, który odbył się w dniach 22-24 września:

## Klasyfikacja końcowa
| Msc.                   | Kierowca               | Pilot                  | Samochód                   | Czas                   | Strata                 | Grupa                  | Punkty                 |
| Klasyfikacja generalna | Klasyfikacja generalna | Klasyfikacja generalna | Klasyfikacja generalna     | Klasyfikacja generalna | Klasyfikacja generalna | Klasyfikacja generalna | Klasyfikacja generalna |
| ---------------------- | ---------------------- | ---------------------- | -------------------------- | ---------------------- | ---------------------- | ---------------------- | ---------------------- |
| 1                      | Sébastien Loeb         | Daniel Elena           | Citroën Xsara WRC          | 4:40:50.4              | 0.0                    | A8 M                   | 10                     |
| 2                      | Marcus Grönholm        | Timo Rautiainen        | Ford Focus RS WRC 06       | 4:41:11.6              | 21.2                   | A8 M                   | 8                      |
| 3                      | Mikko Hirvonen         | Jarmo Lehtinen         | Ford Focus RS WRC 06       | 4:46:06.5              | 5:16.1                 | A8 M                   | 6                      |
| 4                      | Manfred Stohl          | Ilka Minor             | Peugeot 307 WRC            | 4:47:30.8              | 6:39.7                 | A8 M                   | 5                      |
| 5                      | Toni Gardemeister      | Jakke Honkanen         | Citroën Xsara WRC          | 4:49:30.8              | 8:40.4                 | A8                     | 4                      |
| 6                      | Henning Solberg        | Cato Menkerud          | Peugeot 307 WRC            | 4:55:30.4              | 14:40.0                | A8 M                   | 3                      |
| 7                      | Xavier Pons            | Carlos Del Barrio      | Citroën Xsara WRC          | 4:55:37.1              | 14:46.7                | A8                     | 2                      |
| 8                      | Petter Solberg         | Phil Mills             | Subaru Impreza WRC 06      | 4:56:11.9              | 15:21.5                | A8 M                   | 1                      |
| 9                      | Chris Atkinson         | Glenn Macneall         | Subaru Impreza WRC '06     | 4:58:05.4              | +17:15.0               | A8 M                   |                        |
| 10                     | Matthew Wilson         | Michael Orr            | Ford Focus RS WRC '04      | 5:06:11.4              | +25:21.0               | A8 M                   |                        |
| PWRC                   |                        |                        |                            |                        |                        |                        |                        |
| 1.                     | Fumio Nutahara         | Daniel Barritt         | Mitsubishi Lancer Evo IX   | 5:10:43.3              | 0.0                    | N4                     | 10                     |
| 2.                     | Aki Teiskonen          | Miika Teiskonen        | Subaru Impreza WRX STi     | 5:15:00.8              | 4:17.5                 | N4                     | 8                      |
| 3.                     | Khalid al-Qassimi      | Nicky Beech            | Subaru Impreza WRX STi     | 5:16:42.5              | 5:59.2                 | N4                     | 6                      |
| 4.                     | Simone Campedelli      | Danilo Fappani         | Mitsubishi Lancer Evo VIII | 5:22:14.4              | 11:31.1                | N4                     | 5                      |
| 5.                     | Nasser al-Attiyah      | Chris Patterson        | Subaru Impreza WRX Spec C  | 5:34:48.3              | 24:05.0                | N4                     | 4                      |
| 6.                     | Toshi Arai             | Tony Sircombe          | Subaru Impreza WRX STi     | 5:43:47.9              | 33:04.6                | N4                     | 3                      |

1. ↑  Litera M przy oznaczeniu grupy do której należy samochód oznacza, iż tylko ci kierowcy zdobywali punkty dla swoich zespołów liczonych w klasyfikacji producentów na koniec sezonu.

## Nie ukończyli
- Daniel Sordo  – awaria
- Harri Rovanperä  – awaria
- Andreas Aigner  – awaria

## Zwycięzcy odcinków specjalnych
| Numer | Nazwa           | Zwycięzca                   |
| ----- | --------------- | --------------------------- |
| OS1   | Xyliados 1      | M. GRÖNHOLM / T. RAUTIAINEN |
| OS2   | Kaspouras 1     | M. GRÖNHOLM / T. RAUTIAINEN |
| OS3   | Asinou 1        | M. GRÖNHOLM / T. RAUTIAINEN |
| OS4   | Kato Amiantos 1 | P. SOLBERG / P. MILLS       |
| OS5   | Xyliatos 2      | M. GRÖNHOLM / T. RAUTIAINEN |
| OS6   | Kaspouras 2     | S. LOEB / D. ELENA          |
| OS7   | Asinou 2        | S. LOEB / D. ELENA          |
| OS8   | Kato Amiantos 2 | S. LOEB / D. ELENA          |
| OS9   | Kellaki 1       | M. GRÖNHOLM / T. RAUTIAINEN |
| OS10  | Akrounta 1      | M. GRÖNHOLM / T. RAUTIAINEN |
| OS11  | Foini 1         | S. LOEB / D. ELENA          |
| OS12  | Galatareia 1    | S. LOEB / D. ELENA          |
| OS13  | Kellaki 2       | S. LOEB / D. ELENA          |
| OS14  | Akrounta 2      | S. LOEB / D. ELENA          |
| OS15  | Foini 2         | S. LOEB / D. ELENA          |
| OS16  | Galatareia 2    | S. LOEB / D. ELENA          |
| OS17  | Vavatsinia 1    | S. LOEB / D. ELENA          |
| OS18  | Machairas 1     | M. GRÖNHOLM / T. RAUTIAINEN |
| OS19  | Lageia          | M. GRÖNHOLM / T. RAUTIAINEN |
| OS20  | Down Town       | ODWOŁANY                    |
| OS21  | Vavatsinia 2    | S. LOEB / D. ELENA          |
| OS22  | Machairas 2     | M. GRÖNHOLM / T. RAUTIAINEN |

## Klasyfikacja po 12 rundach
Tabele przedstawiają tylko pięć pierwszych miejsc.

### Kierowcy
| Lp. | Kierowca        | Pkt |
| --- | --------------- | --- |
| 1   | Sébastien Loeb  | 112 |
| 2   | Marcus Grönholm | 77  |
| 3   | Daniel Sordo    | 41  |
| 4   | Mikko Hirvonen  | 39  |
| 5   | Manfred Stohl   | 33  |

### Producenci
| Lp. | Producent                  | Pkt |
| --- | -------------------------- | --- |
| 1   | Kronos Total Citroën WRT   | 142 |
| 2   | BP Ford World Rally Team   | 135 |
| 3   | Subaru World Rally Team    | 79  |
| 4   | OMV Peugeot Norway         | 59  |
| 5   | Stobart VK Ford Rally Team | 30  |